# Tadeusz Smyrak
Tadeusz Smyrak (* 31. Dezember 1951) ist ein ehemaliger polnischer Radrennfahrer.

## Sportliche Laufbahn
Smyrak war Straßenradsportler. 1972 startete er zum ersten Mal für die Nationalmannschaft bei einem Etappenrennen im Ausland. Im britischen Milk Race kam er auf den 11. Platz. 1973 siegte er im polnischen Rennen Dookoła Mazowsza vor Jan Chądzyński und holte einen Etappensieg. 1976 gewann er eine Etappe der Slowakei-Rundfahrt. In der Polen-Rundfahrt wurde er 1972 32., 1974 7., 1975 schied er aus.